# Erich Hippke

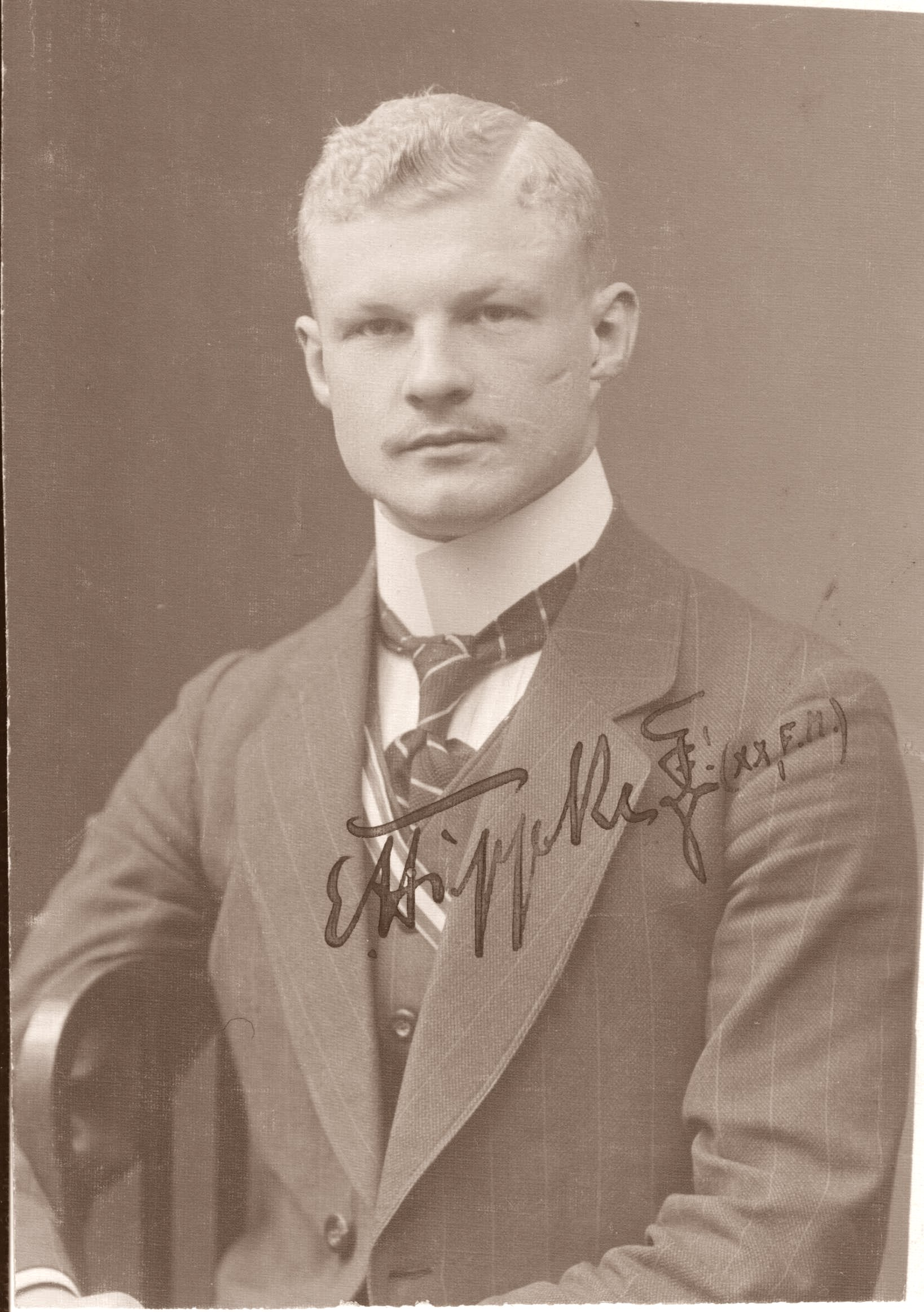
Erich Hippke (1908)

Erich Hippke (* 7. März 1888 in Prökuls, Landkreis Memel, Preußisch Litauen; † 10. Juni 1969 in Bonn) war ein deutscher Sanitätsoffizier, zuletzt Generaloberstabsarzt der Wehrmacht. Nach dem Krieg war er niedergelassener Arzt in Hamburg und Berlin.

## Leben
Hippke war Sohn des Forstkassenrendanten Wilhelm Hippke. Am 28. März 1907 trat er in die Kaiser-Wilhelms-Akademie für das militärärztliche Bildungswesen. Mit Kurt Oehlmann, Otto von Schjerning, Berthold von Kern, Willy Vorkastner und Max Wissemann wurde er im Pépinière-Corps Franconia aktiv. Er war ein hervorragender Consenior. Nach dem Staatsexamen an der Charité diente er 1913/14 als Unterarzt in Stargard, Bromberg, Demmin und Kolberg. Im Ersten Weltkrieg war er als Truppenarzt des Infanterie-Regiments von der Goltz (7. Pommersches) Nr. 54 in Galizien, in Mazedonien und in der Türkei. Am 28. Juli 1919 wurde er von der Friedrich-Wilhelms-Universität zum Dr. med. promoviert. Gutachter waren Albert Köhler und Otto Hildebrand. Von der Reichswehr übernommen, wurde er an das Berliner Hygiene-Institut kommandiert. Als Oberstabsarzt war er ab 1922 Hygieniker der Wehrkreise Königsberg (I), München (VII) und Dresden (IV). Er war Divisionsarzt in Hannover und Lehrstabsoffizier an der Kriegsschule in Dresden.
Mit Aufstellung der Wehrmacht wurde er im April 1935 in den Sanitätsdienst der Luftwaffe (Wehrmacht) übernommen. Befördert wurde er am 1. Februar 1939 zum Generalarzt, am 1. Januar 1940 zum Generalstabsarzt und am 1. Juli 1941 zum Generaloberstabsarzt. Von 1937 bis Ende Dezember 1943 war er Inspekteur des Sanitätswesens der Luftwaffe. Zudem war er Mitglied im Kuratorium des Kaiser-Wilhelm-Instituts für Hirnforschung. Unter Hippkes Mitwirkung als ranghöchster Luftwaffenangehöriger fanden ab 1941 Unterdruck-Experimente und Auskühlungsversuche an Gefangenen im KZ Dachau statt. Im Mai 1942 waren die Höhenversuche abgeschlossen und Hippke erstattete dem SS-Obergruppenführer Karl Wolff Bericht. Hippke sprach im Februar 1943 Heinrich Himmler seinen „ergebensten Dank“ aus und bezeichnete die Menschenversuche als „große Hilfe“. Gegenüber Wolff erklärte Hippke im März 1943: „Alle Arbeiten aus dem Gebiet der Luftfahrtmedizin – also der Höhe – standen ohnehin unter meiner wissenschaftlichen Aufsicht in meiner Eigenschaft als Leiter der deutschen Luftfahrtmedizin.“ Nach neun Monaten in der Führerreserve vom Oberkommando der Luftwaffe trat er am 30. September 1944 mit 58 Jahren in den Ruhestand.
Hippkes Amtsnachfolger Oskar Schröder wurde nach Kriegsende im Nürnberger Ärzteprozess angeklagt; eine Anklage Hippkes unterblieb, da er untergetaucht und sein Aufenthaltsort bei Prozessbeginn unbekannt war. Hippke wurde Werksarzt der U-Bahn Hamburg und Mitarbeiter der Hamburger Ärztekammer. Bei seiner Verhaftung im Dezember 1946 war er als praktischer Arzt in Hamburg tätig. Als der für die Menschenversuche verantwortliche Sanitätsinspekteur wurde er im sogenannten Milch-Prozess gegen seinen Vorgesetzten Erhard Milch als Zeuge des Militärgerichtshofes II vernommen. Er verließ Nürnberg ohne Anklage. Anschließend war er bis 1962 Kassenarzt in Berlin. Beim Wiederaufbau des Sanitätswesens der Luftwaffe (Bundeswehr) engagierte er sich als Berater.

## Darstellung Hippkes in der bildenden Kunst
- Ernst Unbehauen: Generaloberstabsarzt Prof. Dr. Hippke (Tafelbild, Öl; ausgestellt 1943 auf der Großen Deutsche Kunstausstellung in München)[11]

## Auszeichnungen
- Eisernes Kreuz II. und I. Klasse
- Eiserner Halbmond
- Rote Kreuz-Medaille (Preußen) III. Klasse
- Ehrenkreuz des Weltkrieges
- Dienstauszeichnung (Wehrmacht) IV.–I. Klasse
- Ehrenzeichen des Deutschen Roten Kreuzes I. Klasse
- Spanienkreuz in Bronze
- Imperialer Orden vom Joch und den Pfeilen
- Kriegsverdienstkreuz (1939) II. und I. Klasse mit Schwertern
- Militärorden von Savoyen